# Grand Prix-wegrace van België 1988
De Grand Prix-wegrace van België 1988 was de negende Grand Prix van wereldkampioenschap wegrace in het seizoen 1988. De races werden verreden op 3 juli 1988 op het Circuit de Spa-Francorchamps nabij Malmedy.

## Algemeen
Ondanks de boycot van de Belgische Grand Prix in het seizoen 1987 had de organisatie haar zaken opnieuw niet op orde. Hoewel er slechts vier klassen reden (125-, 250-, 500 cc en zijspannen) had men de starttijden zo laat gepland dat de zijspanklasse pas om 17.10 uur gepland stond, terwijl de FIM had aanbevolen het programma om 17.00 uur te beëindigen. Zo gunde de organisatie zich geen seconde voor tegenslag, die er met de wisselende weersomstandigheden in de Ardennen zeker zou komen. Het programma liep door problemen tijdens de 250cc-race en de 125cc-race zodanig uit, dat de laatste zijspancombinatie pas om 19.30 uur over de finish kwam. Bovendien vond met het circuit nog steeds gevaarlijk. De gebrekkige uitloop bij Blanchimont, waar de vangrail te dicht op de baan stond, was met twee meter verbreed. Dat maakte bij snelheden van meer dan 240 km/uur weinig verschil en het veroorzaakte mede het ernstige ongeval van Martin Wimmer en Loris Reggiani. Een rijdersstaking dreigde opnieuw, maar een aantal coureurs stak de hand in eigen boezem. Men had immers al twee dagen getraind en niet geklaagd. Bovendien wilden de 125cc-coureurs niet al te veel opschudding veroorzaken. De FIM probeerde de organisaties van de GP van Japan en de GP van de Verenigde Staten zover te krijgen dat ze in de toekomst meer dan twee klassen zouden contracteren en in plaats van de 125cc-klasse zou dat ook de zijspanklasse kunnen worden. De 125cc-rijders wilden zichzelf niet uit de markt prijzen door een boycot. Toch werd het ook tijdens de races gevaarlijk door op het circuit rijdende ambulances, in de 250cc-race na de val van Iván Palazzese en in de 500cc-race na de val van Kevin Schwantz. 

## 500cc-klasse

### De training
Voor de derde achtereenvolgende keer trainde Christian Sarron als snelste, volgens Wayne Gardner omdat hij veel risico's durfde en kon nemen. Sarron had immers geen kans meer op de wereldtitel. Gardner zelf ging in de trainingen nog niet voluit en werd slechts vijfde, achter Eddie Lawson, Wayne Rainey en Kevin Schwantz. Kevin Magee kwam zo hard ten val dat hij de race moest missen. Randy Mamola kwalificeerde zich als vijftiende omdat de snelste tijden op een droge baan werden gereden, maar op de natte baan was hij de snelste.

#### Trainingstijden
| Pos | Coureur             | Merk                        | Tijd    |
| --- | ------------------- | --------------------------- | ------- |
| 1.  | Christian Sarron    | Gauloises-Sonauto-Yamaha    | 2"27'62 |
| 2.  | Eddie Lawson        | Agostini-Marlboro-Yamaha    | 2"29'64 |
| 3.  | Wayne Rainey        | Roberts-Lucky Strike-Yamaha | 2"29'96 |
| 4.  | Kevin Schwantz      | Pepsi-Suzuki                | 2"29'97 |
| 5.  | Wayne Gardner       | Rothmans-HRC-Honda          | 2"30'61 |
| 6.  | Pierfrancesco Chili | Gallina-HB-HRC-Honda        | 2"30'68 |
| 7.  | Didier de Radiguès  | Agostini-Marlboro-Yamaha    | 2"31'06 |
| 8.  | Rob McElnea         | Pepsi-Suzuki                | 2"31'47 |
| 9.  | Niall Mackenzie     | Gallina-HB-HRC-Honda        | 2"31'52 |
| 10. | Ron Haslam          | ELF-HRC-Honda               | 2"31'64 |

### De race
Christian Sarron wilde niet van poleposition starten, omdat hij het gedrang bij het ingaan van Eau Rouge vreesde en omdat hij veel momentum wilde behouden richting Les Combes. Hij koos voor een positie in het midden van de eerste startrij. Poleposition kwam terecht bij Wayne Rainey, met naast hem Eddie Lawson, Christian Sarron, Kevin Schwantz en ten slotte aan de rechterkant Wayne Gardner. Gardner had de beste start, terwijl Sarron heel slecht weg was. Desondanks reed Sarron in de tweede ronde naar Gardner toe en samen liepen ze ver weg van Lawson, die weer een grote voorsprong opbouwde op Didier de Radiguès, Wayne Rainey, Kevin Schwantz en Randy Mamola. Schwantz had achter een intermediate gestoken waardoor hij in de eerste (natte) helft van de race tijd verloor. Mamola passeerde de ene concurrent na de andere en kwam in de tiende ronde op de vierde plaats, ver achter Lawson. In die ronde, toen er al een droog spoor was ontstaan, raakte Sarron de witte kantlijn waardoor zijn voorwiel wegschoof. De opdrogende baan gaf Schwantz de kans weer aan te sluiten bij de achtervolgende groep en zich zelfs naar voren te vechten. Hij naderde Mamola tot vier seconden, maar kwam toen ook ten val. Zo waren de top drie eigenlijk niet bedreigd. Voor de populaire Mamola werd bij het podium het hardst geapplaudisseerd en hij had ook wat te vieren want hij had de eerste podiumplaats voor Cagiva gescoord. 

#### Uitslag 500cc-klasse
| Pos | Coureur              | Merk                               | Tijd      | Grid | Punten |
| --- | -------------------- | ---------------------------------- | --------- | ---- | ------ |
| 1   | Wayne Gardner        | Rothmans-HRC-Honda                 | 46"55'21  | 5    | 20     |
| 2   | Eddie Lawson         | Agostini-Marlboro-Yamaha           | 47'25'32  | 2    | 17     |
| 3   | Randy Mamola         | Cagiva                             | 47'35'99  | 12   | 15     |
| 4   | Didier de Radiguès   | Agostini-Marlboro-Yamaha           | 47'36'62  | 7    | 13     |
| 5   | Wayne Rainey         | Roberts-Lucky Strike-Yamaha        | 47'38'38  | 3    | 11     |
| 6   | Rob McElnea          | Pepsi-Suzuki                       | 48'12'54  | 8    | 10     |
| 7   | Ron Haslam           | ELF-HRC-Honda                      | 48"14'31  | 10   | 9      |
| 8   | Pierfrancesco Chili  | Gallina-HB-HRC-Honda               | 48"39'44  | 6    | 8      |
| 9   | Shunji Yatsushiro    | Rothmans-HRC-Honda                 | 48"44'93  | 14   | 7      |
| 10  | Patrick Igoa         | Gauloises-Sonauto-Yamaha           | 48"51'28  | 11   | 6      |
| 11  | Niall Mackenzie      | Gallina-HB-HRC-Honda               | 48"55'22  | 9    | 5      |
| 12  | Alessandro Valesi    | Honda                              | 49"07'27  | 15   | 4      |
| 13  | Donnie McLeod        | "Samurai" (Honda)                  | +1 ronde  | 20   | 3      |
| 14  | Marco Papa           | Honda                              | +1 ronde  | 13   | 2      |
| 15  | Cees Doorakkers      | Grundig-Honda                      | +1 ronde  | 19   | 1      |
| 16  | Fabio Biliotti       | Honda                              | +1 ronde  | 16   |        |
| 17  | Eddie Laycock        | Honda                              | +1 ronde  | 27   |        |
| 18  | Kees van der Endt    | Honda                              | +1 ronde  | 29   |        |
| 19  | Rachel Nicotte       | Chevallier-Honda                   | +1 ronde  | 25   |        |
| 20  | Mike Baldwin         | "ELF-Samurai" (Katayama-ELF-Honda) | +1 ronde  | 24   |        |
| 21  | Josef Doppler        | Honda                              | +1 ronde  | 32   |        |
| 22  | Daniel Amatriaín     | Honda                              | +1 ronde  | 30   |        |
| 23  | Johan ten Napel      | Suzuki                             | +1 ronde  | 34   |        |
| 24  | Georg Robert Jung    | Honda                              | +1 ronde  | 28   |        |
| 25  | Bruno Kneubühler     | Honda                              | +2 ronden | 21   |        |
| 26  | Ari Rämö             | Honda                              | +2 ronden | 36   |        |
| 27  | Andreas Leuthe       | Suzuki                             | +2 ronden | 33   |        |
| 28  | Nicholas Schmassmann | Honda                              | +2 ronden | 31   |        |
| 29  | Fabio Barchitta      | Katayama-ELF-HRC-Honda             | +2 ronden | 26   |        |
| 30  | Marco Gentile        | Fior-Honda                         | +2 ronden | 22   |        |
| 31  | Claus Wulff          | Honda                              | +4 ronden | 37   |        |

#### Niet gestart
| Coureur     | Merk                        | Oorzaak  | Grid |
| ----------- | --------------------------- | -------- | ---- |
| Kevin Magee | Roberts-Lucky Strike-Yamaha | Blessure | 17   |

#### Niet gefinished
| Coureur          | Merk                     | Oorzaak | Grid |
| ---------------- | ------------------------ | ------- | ---- |
| Moreno Vacondio  | Suzuki                   |         | 35   |
| Maarten Duyzers  | HDJ-Honda                | Val     | 23   |
| Manfred Fischer  | Hein Gericke-Honda       |         | 18   |
| Christian Sarron | Gauloises-Sonauto-Yamaha | Val     | 1    |
| Kevin Schwantz   | Pepsi-Suzuki             | Val     | 4    |

#### Niet deelgenomen
| Coureur          | Merk               | Oorzaak  |
| ---------------- | ------------------ | -------- |
| Raymond Roche    | Cagiva             | Blessure |
| Tadahiko Taira   | Tech 21-Yamaha     | Gezin    |
| Gustav Reiner    | Hein Gericke-Honda | Blessure |
| Steve Manley     | Suzuki             | Blessure |
| Massimo Broccoli | Cagiva             |          |

### Top tien tussenstand 500cc-klasse
| Pos | Coureur             | Merk                        | Ptn |
| --- | ------------------- | --------------------------- | --- |
| 1   | Eddie Lawson        | Agostini-Marlboro-Yamaha    | 159 |
| 2   | Wayne Gardner       | Rothmans-HRC-Honda          | 125 |
| 3   | Wayne Rainey        | Roberts-Lucky Strike-Yamaha | 117 |
| 4   | Kevin Magee         | Roberts-Lucky Strike-Yamaha | 89  |
| 5   | Kevin Schwantz      | Pepsi-Suzuki                | 85  |
| 6   | Niall Mackenzie     | Gallina-HB-HRC-Honda        | 76  |
| 6   | Didier de Radiguès  | Agostini-Marlboro-Yamaha    | 76  |
| 8   | Christian Sarron    | Gauloises-Sonauto-Yamaha    | 74  |
| 9   | Pierfrancesco Chili | Gallina-HB-HRC-Honda        | 60  |
| 10  | Rob McElnea         | Pepsi-Suzuki                | 50  |

## 250cc-klasse

### De training
Zoals verwacht waren de fabrieks-Honda's sterk op het snelle circuit van Spa-Francorchamps, maar Juan Garriga wist zich met zijn Yamaha YZR 250 als derde te kwalificeren achter Jacques Cornu en Dominique Sarron. De Yamaha TZ 250 van Manfred Herweh liep nog harder dan de fabrieks-YZR 250 en hij stond op de zesde startplaats. 

#### Trainingstijden
| Pos | Coureur          | Merk                    | Tijd    |
| --- | ---------------- | ----------------------- | ------- |
| 1.  | Jacques Cornu    | Parisienne-HRC-Honda    | 2"33'09 |
| 2.  | Dominique Sarron | Rothmans-HRC-Honda      | 2"34'16 |
| 3.  | Juan Garriga     | Nieto-Ducados-Yamaha    | 2"34'30 |
| 4.  | Reinholt Roth    | HB-HRC-Honda            | 2"34'64 |
| 5.  | Sito Pons        | Campsa-HRC-Honda        | 2"34'64 |
| 6.  | Manfred Herweh   | Levior-Yamaha           | 2"34'97 |
| 7.  | Carlos Lavado    | HB-Venemotos-Yamaha     | 2"35'34 |
| 8.  | Toni Mang        | Rothmans-HRC-Honda      | 2"35'61 |
| 9.  | Loris Reggiani   | Aprilia-Rotax           | 2"36'28 |
| 10. | Carlos Cardús    | Nieto-Ducados-HRC-Honda | 2"36'48 |

### De race
De 250cc-race verliep chaotisch en zou uiteindelijk in twee manches verreden worden. 

#### Eerste manche
Men startte op een droge baan en er ontstond een kopgroep met Juan Garriga, Sito Pons, Dominique Sarron en Jacques Cornu. In de vierde ronde schoof Martin Wimmer bij Blanchimont onderuit. Zijn machine raakte de vangrail en stuiterde terug op de baan, voor de wielen van Loris Reggiani, die daardoor ook zwaar ten val kwam. De race werd stilgelegd om hulpverleners en ambulances de gelegenheid te geven de gewonden te verzorgen en om de marshals de tijd te geven de brokstukken van de baan te verwijderen. 

#### Tweede manche
Na de herstart kon Juan Garriga niet meer met de kopgroep meekomen omdat zijn Yamaha met ontstekingsproblemen kampte. De kopgroep bestond aanvankelijk uit Toni Mang, Patrick Pons, Jacques Cornu en Reinhold Roth en werd aangevuld met de sterk rijdende Masahiro Shimizu, die in de zevende ronde ten val kwam. Sarron was in de vierde ronde al gevallen. Uiteindelijk konden Sito Pons en Toni Mang vechten om de overwinning omdat Cornu en Roth moesten lossen. Toch werd Cornu in de totaaltijd over twee manches als tweede geklasseerd voor Toni Mang. 

#### Uitslag 250cc-klasse
| Pos | Coureur              | Merk                     | Tijd      | Grid | Punten |
| --- | -------------------- | ------------------------ | --------- | ---- | ------ |
| 1   | Sito Pons            | Campsa-HRC-Honda         | 38"48'21  | 5    | 20     |
| 2   | Jacques Cornu        | Parisienne-HRC-Honda     | 38"49'30  | 1    | 17     |
| 3   | Toni Mang            | Rothmans-HRC-Honda       | 38"49'94  | 8    | 15     |
| 4   | Reinhold Roth        | HB-HRC-Honda             | 38"52'59  | 4    | 13     |
| 5   | Carlos Lavado        | HB-Venemotos-Yamaha      | 39"43'56  | 7    | 11     |
| 6   | Juan Garriga         | Nieto-Ducados-Yamaha     | 39"45'02  | 3    | 10     |
| 7   | Carlos Cardús        | Nieto-Ducados-HRC-Honda  | 39"45'25  | 10   | 9      |
| 8   | Luca Cadalora        | Agostini-Marlboro-Yamaha | 39"46'93  | 16   | 8      |
| 9   | Jean-Philippe Ruggia | Gauloises-Sonauto-Yamaha | 39"48'39  | 15   | 7      |
| 10  | Hans Becker          | Yamaha                   | 40"07'97  | 19   | 6      |
| 11  | Guy Bertin           | Yamaha                   | 40"14'09  | 20   | 5      |
| 12  | Donnie McLeod        | 7Up-EMC-Rotax            | 40"16'14  | 13   | 4      |
| 13  | August Auinger       | Aprilia-Rotax            | 40"20'00  | 18   | 3      |
| 14  | Helmut Bradl         | Honda                    | 40"23'50  | 22   | 2      |
| 15  | Paolo Casoli         | Pileri-AGV-Garelli       | 40"29'82  | 29   | 1      |
| 16  | Javier Cardelús      | Aprilia-Rotax            | 40"30'17  | 21   |        |
| 17  | Stefano Caracchi     | Honda                    | 40"35'37  | 24   |        |
| 18  | Jean-Francois Foray  | Yamaha                   | 40"53'26  | 26   |        |
| 19  | Jean-Michel Mattioli | Docshop-Yamaha           | 40"56'90  | 27   |        |
| 20  | Jochen Schmid        | Honda                    | 41"01'54  | 30   |        |
| 21  | Gary Cowan           | Yamaha                   | 41"06'47  | 31   |        |
| 22  | Massimo Matteoni     | Yamaha                   | 41"08'84  | 23   |        |
| 23  | Alain Bronec         | Honda                    | 41"37'88  | 35   |        |
| 24  | Ivan Troisi          | Yamaha                   | +1 ronde  | 32   |        |
| 25  | Engelbert Neumair    | Aprilia-Rotax            | +1 ronde  | 25   |        |
| 26  | Wilco Zeelenberg     | Docshop-Yamaha           | +2 ronden | 36   |        |

#### Niet gefinished
| Coureur             | Merk                     | Oorzaak         | Grid |
| ------------------- | ------------------------ | --------------- | ---- |
| Dominique Sarron    | Rothmans-HRC-Honda       | Val             | 2    |
| Manfred Herweh      | Levior-Yamaha            | Versnellingsbak | 6    |
| Loris Reggiani      | Aprilia-Rotax            | Val             | 9    |
| Iván Palazzese      | Yamaha                   | Val             | 11   |
| Martin Wimmer       | Fath-Hein Gericke-Yamaha | Val             | 12   |
| Harald Eckl         | Römer-Aprilia-Rotax      |                 | 14   |
| Masahiro Shimizu    | Terra-HRC-Honda          | Val             | 17   |
| Jean-François Baldé | Défi-Rotax               |                 | 28   |
| Urs Lüzi            | Honda                    |                 | 33   |
| Maurizio Vitali     | Gazzaniga-Rotax          |                 | 34   |

#### Niet gekwalificeerd
| Coureur            | Merk              |
| ------------------ | ----------------- |
| Christian Boudinot | Fior-Rotax        |
| Alain Kempener     | Aprilia-Rotax     |
| Mario Houssin      | Yamaha            |
| René Delaby        | Yamaha            |
| Laurent Naveau     | Yamaha            |
| Bruno Casanova     | FMI-Aprilia-Rotax |
| Siegfried Minich   | Yamaha            |
| Bruno Bonhuil      | Honda             |
| Alberto Puig       | Honda             |
| Thierry Rapicault  | Fior-Rotax        |
| Bobby Issazadhe    | Yamaha            |

#### Niet deelgenomen
| Coureur        | Merk                        |
| -------------- | --------------------------- |
| John Kocinski  | Roberts-Lucky Strike-Yamaha |
| Jim Filice     | HRC-Honda                   |
| Kevin Mitchell | Yamaha                      |

### Top tien tussenstand 250cc-klasse
| Pos | Coureur              | Merk                     | Ptn |
| --- | -------------------- | ------------------------ | --- |
| 1   | Sito Pons            | Campsa-HRC-Honda         | 129 |
| 2   | Juan Garriga         | Nieto-Ducados-Yamaha     | 128 |
| 3   | Jacques Cornu        | Parisienne-HRC-Honda     | 112 |
| 4   | Reinhold Roth        | HB-HRC-Honda             | 87  |
| 4   | Toni Mang            | Rothmans-HRC-Honda       | 87  |
| 6   | Luca Cadalora        | Agostini-Marlboro-Yamaha | 80  |
| 7   | Dominique Sarron     | Rothmans-HRC-Honda       | 68  |
| 8   | Jean-Philippe Ruggia | Gauloises-Sonauto-Yamaha | 63  |
| 9   | Masahiro Shimizu     | Terra-HRC-Honda          | 51  |
| 10  | Donnie McLeod        | 7Up-EMC-Rotax            | 36  |

## 125cc-klasse

### De training
Hoewel de tweede trainingstijd van Hans Spaan opmerkelijk was, ging de meeste eer naar Àlex Crivillé, die als vervanger van Manuel Herreros debuteerde in de 125cc-klasse en de vierde tijd reed. Ook Domenico Brigaglia maakte indruk door de derde tijd te rijden met zijn Gazzaniga-Rotax. Teleurstellend waren de prestaties van August Auinger en Fausto Gresini. Auinger was door MBA ingehuurd om de 125cc-race te rijden, maar wist zich niet te kwalificeren. Gresini was nog steeds aan het experimenteren met frames voor zijn Garelli. Hij wisselde het fabrieksframe af met het eerder gebruikte Honda RS 125-frame, maar kwam twaalf seconden tekort op de snelste tijd van Jorge Martínez.

#### Trainingstijden
| Pos | Coureur            | Merk                | Tijd    |
| --- | ------------------ | ------------------- | ------- |
| 1.  | Jorge Martínez     | Nieto-Ducados-Derbi | 2"46'28 |
| 2.  | Hans Spaan         | Samson-Sharp-Honda  | 2"47'00 |
| 3.  | Domenico Brigaglia | Gazzaniga-Rotax     | 2"48'44 |
| 4.  | Àlex Crivillé      | Nieto-Ducados-Derbi | 2"49'19 |
| 5.  | Ezio Gianola       | Honda               | 2"49'25 |
| 6.  | Koji Takada        | Fukuda-Honda        | 2"49'54 |
| 7.  | Hubert Abold       | Honda               | 2"49'75 |
| 8.  | Thierry Feuz       | Ferac-Rotax         | 2"50'06 |
| 9.  | Esa Kytölä         | Honda               | 2"50'11 |
| 10. | Heinz Lüthi        | Honda               | 2"50'22 |

### De race
Ook de 125cc-race werd in twee manches verreden, niet vanwege een ongeval, maar vanwege de regen. 

#### Eerste manche
De 125cc-race startte op een droge baan en iedereen stond op slicks. Er ontstond een kopgroep met Jorge Martínez, Ezio Gianola, Hans Spaan en Àlex Crivillé, die al snel werd aangevuld met Domenico Brigaglia en Gerhard Waibel. In de vierde ronde begon het te regenen en de coureurs besloten zelf de race te staken, nadat Stefan Prein en Thierry Feuz al gevallen waren. Gianola was na de derde ronde doorgekomen met een voorsprong van 0,24 seconde op Martínez.

#### Tweede manche
Na een half uur pauze ging men opnieuw van start, waarbij een aantal coureurs kozen voor regenbanden voor en achter en anderen (waaronder Gianola en Martínez) voor een intermediate-achterband. Martínez had nu tien ronden om een kwart seconde te winnen op Gianola en deze twee streden samen om de leiding. Hans Spaan vocht met Julián Miralles om de derde plaats, maar moest Miralles laten gaan toen de baan begon op te drogen en de Michelin-banden van Miralles dit beter aankonden dan de Dunlops van Spaan. Martínez won vlak voor Gianola, maar het was genoeg om 0,44 seconde over te houden. Hoewel Spaan slechts vierde werd verstevigde hij zijn derde positie in het wereldkampioenschap omdat concurrent Gastone Grassetti slechts vijfde werd. 

#### Uitslag 125cc-klasse
| Pos | Coureur             | Merk                | Tijd     | Grid | Punten |
| --- | ------------------- | ------------------- | -------- | ---- | ------ |
| 1   | Jorge Martínez      | Nieto-Ducados-Derbi | 38"36'01 | 1    | 20     |
| 2   | Ezio Gianola        | Honda               | 38"36'45 | 5    | 17     |
| 3   | Julián Miralles     | Nieto-Ducados-Honda | 38"48'09 |      | 15     |
| 4   | Hans Spaan          | Samson-Sharp-Honda  | 38"53'24 | 2    | 13     |
| 5   | Gastone Grassetti   | Honda               | 39"08'74 | 14   | 11     |
| 6   | Allan Scott         | Honda               | 39"12'90 |      | 10     |
| 7   | Lucio Pietroniro    | Honda               | 39"13'41 |      | 9      |
| 8   | Koji Takada         | Fukuda-Honda        | 39"15'20 | 6    | 8      |
| 9   | Hisashi Unemoto     | Fukuda-Honda        | 39"22'46 | 15   | 7      |
| 10  | Gerhard Waibel      | Honda               | 39"32'54 | 12   | 6      |
| 11  | Domenico Brigaglia  | Gazzaniga-Rotax     | 39"34'20 | 3    | 5      |
| 12  | Pier Paolo Bianchi  | Cagiva              | 39"34'21 |      | 4      |
| 13  | Adi Stadler         | Honda               | 39"38'55 | 11   | 3      |
| 14  | Robin Appleyard     | Honda               | 39"49'14 |      | 2      |
| 15  | Jussi Hautaniemi    | Honda               | 39"55'34 |      | 1      |
| 16  | Heinz Lüthi         | Honda               | 40"06'19 | 10   |        |
| 17  | Manuel Hernández    | Honda               | 40"06'96 |      |        |
| 18  | Alfred Waibel       | Waibel-Honda        | 40"09'22 |      |        |
| 19  | Krysztof Galatowicz | Honda               | 40"09'30 |      |        |
| 20  | Bady Hassaine       | Honda               | 40"23'36 |      |        |
| 21  | Robin Milton        | Honda               | 40"28'37 |      |        |
| 22  | Hubert Abold        | Honda               | 40"31'79 | 7    |        |
| 23  | Thierry Feuz        | Ferac-Rotax         | 40"40'80 | 8    |        |
| 24  | Mike Leitner        | LCR-Rotax           | 40"43'12 |      |        |
| 25  | Ian McConnachie     | Cagiva              | 40"46'95 | 13   |        |
| 26  | Jos van Dongen      | Honda               | 40"47'60 | 33   |        |
| 27  | Johnny Wickström    | Honda               | 41"39'65 |      |        |
| 28  | Serge Julin         | Rotax               | 42"15'39 |      |        |
| 29  | Esa Kytölä          | Honda               | Val      | 9    |        |

#### Niet gefinished
| Coureur           | Merk                | Oorzaak | Grid |
| ----------------- | ------------------- | ------- | ---- |
| Luis Miguel Reyes | Pileri-AGV-Garelli  |         |      |
| Àlex Crivillé     | Nieto-Ducados-Derbi | Opgave  | 4    |
| Juan Ramon Bolart | JJ Cobas-Rotax      |         |      |
| Mandy Fisher      | Rotax               | Val     |      |
| Stefan Prein      | Honda               | Val     |      |
| Corrado Catalano  | Aprilia-Rotax       |         |      |
| Paul Bordes       | Honda               | Val     |      |

#### Niet gekwalificeerd
| Coureur            | Merk               |
| ------------------ | ------------------ |
| Jean-Claude Selini | Honda              |
| Manfred Thurmayer  | Honda              |
| Håkan Olsson       | Honda              |
| Flemming Kistrup   | Honda              |
| August Auinger     | MBA                |
| Jörg Seel          | Seel               |
| Fausto Gresini     | Pileri-AGV-Garelli |
| Fernando Gonzales  | JJ Cobas-Rotax     |
| Daniel Lanz        | Rotax              |
| Pierre Micciarelli | Rotax              |
| Alain Kempener     | Yamaha             |
| Reiner Koster      | Rotax              |
| Chris Baert        | Casal              |
| Luc Roels          | MBA                |
| Chris Beugnier     | Honda              |
| Robert Delhalle    | Cagiva             |

#### Niet deelgenomen
| Coureur           | Merk                | Oorzaak  |
| ----------------- | ------------------- | -------- |
| Josef Fischer     | Noki-Rotax          |          |
| Stefan Dörflinger | Marlboro-Honda      | Blessure |
| Manuel Herreros   | Nieto-Ducados-Derbi | Blessure |

### Top tien tussenstand 125cc-klasse
| Pos | Coureur           | Merk                | Ptn |
| --- | ----------------- | ------------------- | --- |
| 1   | Jorge Martínez    | Nieto-Ducados-Derbi | 100 |
| 2   | Ezio Gianola      | Honda               | 86  |
| 3   | Hans Spaan        | Samson-Sharp-Honda  | 70  |
| 4   | Julián Miralles   | Nieto-Ducados-Honda | 54  |
| 5   | Gastone Grassetti | Honda               | 51  |
| 6   | Gerhard Waibel    | Honda               | 41  |
| 7   | Stefan Prein      | Honda               | 33  |
| 7   | Adi Stadler       | Honda               | 33  |
| 7   | Hisashi Unemoto   | Fukuda-Honda        | 33  |
| 10  | Manuel Herreros   | Nieto-Ducados-Derbi | 30  |

## Zijspanklasse

### De training
Egbert Streuer en Bernard Schnieders bezetten lang de eerste plaats in de trainingen, maar in de laatste sessie bleken Rolf Biland en Kurt Waltisperg net iets sneller. Ondanks de lengte van het circuit lagen de tijden erg dicht bij elkaar en dat gaf hoop op een spannende race. 

#### Trainingstijden
| Pos | Coureur          | Bakkenist          | Merk                    | Tijd    |
| --- | ---------------- | ------------------ | ----------------------- | ------- |
| 1.  | Rolf Biland      | Kurt Waltisperg    | LCR-Krauser             | 2"36'10 |
| 2.  | Egbert Streuer   | Bernard Schnieders | Lucky Strike-LCR-Yamaha | 2"36'16 |
| 3.  | Steve Webster    | Tony Hewitt        | Silkolene-LCR-Krauser   | 2"36'67 |
| 4.  | Alain Michel     | Jean-Marc Fresc    | ELF-LCR-Krauser         | 2"37'04 |
| 5.  | Markus Egloff    | Urs Egloff         | BP-LCR-ADM              | 2"37'18 |
| 6.  | Alfred Zurbrügg  | Martin Zurbrügg    | LCR-Yamaha              | 2"39'76 |
| 7.  | Masato Kumano    | Markus Fährni      | LCR-Yamaha              | 2"41'43 |
| 8.  | Wolfgang Stropek | Hans-Peter Demling | LCR-Krauser             | 2"41'71 |
| 9.  | Barry Brindley   | Graham Rose        | LCR-Yamaha              | 2"42'20 |
| 10. | Rolf Steinhausen | Bruno Hiller       | Busch-ADM               | 2"42'74 |

### De race
Egbert Streuer had weliswaar de snelste start, maar bij het aanremmen van Les Combes stelde Rolf Biland al orde op zaken en bij de eerste doorkomst had hij al enkele seconden voorsprong op Streuer die onder druk stond van Steve Webster. Ver achter Webster vochten de gebroeders Egloff, Alain Michel en de gebroeders Zurbrügg om de vierde plaats. Iedereen stond op slicks en toen het begon te regenen werd het rijden steeds moeilijker. Dat belette Webster een tijdje om Streuer aan te vallen, waar hij moest van de droge lijn afwijken en kreeg last van aquaplaning. Toch lukte het bij Fagnes en Streuer verloor steeds meer terrein. Bij La Source maakte Webster echter een pirouette, waardoor Streuer weer op de tweede plaats terecht kwam. Een ronde later overkwam Biland precies hetzelfde als Webster, maar hij had al zo'n grote voorsprong dat hij nipt eerste bleef. Streuer zat nu echter wel weer in zijn slipstream. De baan werd echter weer droger en Webster wist Streuer toch weer naar de derde plaats te verwijzen. Even later viel Streuer stil door een gescheurde cilinderkop en was het pleit beslecht. Biland won met dertien seconden voorsprong op Webster en meer dan een minuut op Derek Jones. Die had zijn derde plaats ook te danken aan een spin, dit keer van Alain Michel, die ook in La Source in de rondte ging. 

#### Uitslag zijspanklasse
| Pos | Coureur            | Bakkenist           | Merk                    | Tijd         | Grid | Punten |
| --- | ------------------ | ------------------- | ----------------------- | ------------ | ---- | ------ |
| 1   | Rolf Biland        | Kurt Waltisperg     | LCR-Krauser             | 36'15"68     | 1    | 20     |
| 2   | Steve Webster      | Tony Hewitt         | Silkolene-LCR-Krauser   | +13"95       | 3    | 17     |
| 3   | Derek Jones        | Peter Brown         | LCR-Yamaha              | +1'08"72     | 11   | 15     |
| 4   | Alain Michel       | Jean-Marc Fresc     | ELF-LCR-Krauser         | +1'09"45     | 4    | 13     |
| 5   | Barry Brindley     | Graham Rose         | LCR-Yamaha              | +1'10"90     | 9    | 11     |
| 6   | Yoshisada Kumagaya | Brian Barlow        | Windle-Yamaha           |              | 15   | 10     |
| 7   | Rolf Steinhausen   | Bruno Hiller        | Busch-ADM               |              | 10   | 9      |
| 8   | Wolfgang Stropek   | Hans-Peter Demling  | LCR-Krauser             |              | 8    | 8      |
| 9   | Bernd Scherer      | Thomas Schröder     | BSR-Krauser             |              |      | 7      |
| 10  | Steve Abbott       | Shaun Smith         | Windle-Yamaha           |              | 12   | 6      |
| 11  | Markus Egloff      | Urs Egloff          | BP-LCR-ADM              |              | 5    | 5      |
| 12  | Theo van Kempen    | Simon Birchall      | Lucky Strike-LCR-Yamaha |              | 14   | 4      |
| 13  | André Bosman       | David Kellett       | LCR-Yamaha              |              |      | 3      |
| 14  | Masato Kumano      | Markus Fährni       | LCR-Yamaha              |              | 7    | 2      |
| 15  | Yvan Nigrowsky     | Martial Charpentier | Seymaz-JPX              |              | 13   | 1      |
| 16  | Clive Stirrat      | Simon Prior         | LCR-Yamaha              |              |      |        |
| 17  | Fritz Stölzle      | Hubert Stölzle      | LCR-Krauser             |              |      |        |
| 18  | Gary Thomas        | Onbekend            | LCR-Krauser             |              |      |        |
| 19  | Alfred Zurbrügg    | Martin Zurbrügg     | LCR-Yamaha              | (Na pitstop) | 6    |        |
| 20  | Gary Knight        | Phil Coombes        | Windle-Yamaha           |              |      |        |
| 21  | Jean-Louis Millet  | Claude Debroux      | LCR-Yamaha              |              |      |        |

#### Niet gefinished
| Coureur         | Bakkenist          | Merk                    | Oorzaak                | Grid |
| --------------- | ------------------ | ----------------------- | ---------------------- | ---- |
| Egbert Streuer  | Bernard Schnieders | Lucky Strike-LCR-Yamaha | Gescheurde cilinderkop | 2    |
| Pascal Larratte | Jacques Corbier    | LCR-Yamaha              |                        |      |

### Top tien tussenstand zijspanklasse
| Pos | Coureur          | Bakkenist                    | Merk                    | Ptn. |
| --- | ---------------- | ---------------------------- | ----------------------- | ---- |
| 1   | Rolf Biland      | Kurt Waltisperg              | LCR-Krauser             | 100  |
| 2   | Steve Webster    | Tony Hewitt                  | Silkolene-LCR-Krauser   | 79   |
| 3   | Egbert Streuer   | Bernard Schnieders           | Lucky Strike-LCR-Yamaha | 47   |
| 4   | Derek Jones      | Peter Brown                  | LCR-Yamaha              | 45   |
| 5   | Barry Brindley   | Graham Rose en Gavin Simmons | LCR-Yamaha              | 44   |
| 6   | Alain Michel     | Jean-Marc Fresc              | ELF-LCR-Krauser         | 41   |
| 7   | Steve Abbott     | Shaun Smith                  | Windle-Yamaha           | 40   |
| 8   | Alfred Zurbrügg  | Martin Zurbrügg              | LCR-Yamaha              | 38   |
| 9   | Wolfgang Stropek | Hans-Peter Demling           | LCR-Krauser             | 30   |
| 10  | Bernd Scherer    | Thomas Schröder              | BSR-Krauser             | 29   |

## Trivia

### Race for Glory
Donnie McLeod reed in de 500cc-race als stand-in voor de acteur Alex McArthur, de "good guy" in de film Race for Glory. Zijn machine was wit/rood gespoten en hij speelde de held van de film, Cody Gifford. Mike Baldwin was uit de Verenigde Staten overgevlogen om de rol van de "bad guy" Klaus Kroeter te spelen. Hij had dan ook een zwarte raceoverall en een zwart/rood gespoten motorfiets. Ze namen beide gewoon deel aan de race, die (in de film) werd gewonnen door Kroeter (Baldwin) terwijl Gifford (McLeod) vierde werd. Daar was wel wat knip- en plakwerk voor nodig, want in werkelijkheid werden ze allebei op een ronde gereden door Wayne Gardner. 

### Barry Sheene
Voormalig GP-rijder Barry Sheene was al enkele jaren co-commentator voor de BBC. Hij deed verslag samen met Barry Nutley en ze hadden het kennelijk al gehad over de organistie. Sheene constateerde bij de finish van de 500cc-race dat zijn monitor nog twee ronden aangaf, maar hij zei: "Nou ja, ik heb je al verteld dat de Belgen niets goed doen waar het de organisatie van een Grand Prix betreft".
1921 · 1922 · 1923 · 1924 · 1925 · 1926 · 1927 · 1928 · 1929 · 1930 · 1931 · 1932 · 1933 · 1934 · 1935 · 1936 · 1937 · 1938 · 1939 · 1947 · 1948 · 1949 · 1950 · 1951 · 1952 · 1953 · 1954 · 1955 · 1956 · 1957 · 1958 · 1959 · 1960 · 1961 · 1962 · 1963 · 1964 · 1965 · 1966 · 1967 · 1968 · 1969 · 1970 · 1971 · 1972 · 1973 · 1974 · 1975 · 1976 · 1977 · 1978 · 1979 · 1980 · 1981 · 1982 · 1983 · 1984 · 1985 · 1986 · 1988 · 1989 · 1990